# Gawłówka
Gawłówka – wieś w Polsce położona w województwie lubelskim, w powiecie lubartowskim, w gminie Michów, w sołectwie Gawłówka.
| SIMC    | Nazwa  | Rodzaj    |
| ------- | ------ | --------- |
| 1020571 | Grabów | część wsi |
| 1020708 | Stasin | część wsi |

Wieś szlachecka położona była w drugiej połowie XVI wieku w powiecie lubelskim województwa lubelskiego.
W latach 1975–1998 miejscowość należała administracyjnie do województwa lubelskiego.
Wieś stanowi sołectwo gminy Michów. Według Narodowego Spisu Powszechnego (III 2011 r.) wieś liczyła 133 mieszkańców.